# Bumba-meu-boi

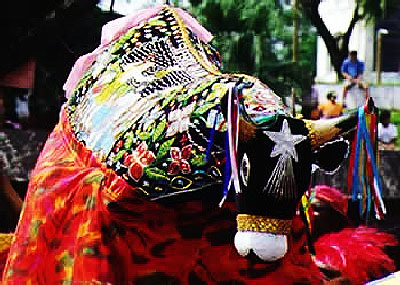
Bumba-meu-boi

Bumba-meu-boi (port.; dosłownie: "Wstawaj, mój wole!") jest fabularyzowanym pokazem tanecznym opartym na muzyce brazylijskiej o pochodzeniu wiejskim. Bohaterami spektaklu są: zapożyczony z opery włoskiej arlekin (arlequim) i wół (boi), o którego śmierci i ożywieniu opowiada historia. Pokaz jest popularny w wielu regionach Brazylii, lokalnymi wariantami są Boi-bumba, Boi-reis i Boi-surubí. Na północnym wschodzie i północy kraju akompaniament muzyczny zapewniają rozmaite bębny, na południu odmiana akordeonu zw. sanfoną albo gaita-de-foles.
Pokaz rozpoczyna się wejściem wszystkich aktorów, przedstawiających się za pomocą dialogów, śpiewu i tańca. Następnie na scenę wkracza główny bohater, wół (grany przez aktora w przebraniu), który po tańcu umiera bez powodu. Pasterz symbolicznie rozdaje jego części i, improwizując, naśmiewa się z widzów proponując im przy tym części uznawane za najgorsze - jelita, rogi itp. Lekarz, ksiądz albo też szaman przywraca zwierzę do życia. Po ożywieniu wszyscy śpiewają, tańczą i żegnają się z publicznością.
Bumba-meu-boi jest popularna także współcześnie. Środki masowego przekazu rozsławiły spektakl na całym świecie poprzez transmisje pokazów w Parintins w Amazonii. Co roku o tytuł najbardziej udanego występu konkurują za pomocą przygotowania, kostiumów, muzyki, bębnów zespoły tzw. "niebieskich" (Boi Caprichoso) i "czerwonych" (Boi Garantido),  Parintins ma stadion przeznaczony specjalnie do tego celu, nazywany "Bumbódromo", w odniesieniu do sambodromu w Rio de Janeiro.